# Stuart McCall
Andrew Stuart Murray McCall, noto come Stuart McCall (Leeds, 10 giugno 1964), è un allenatore di calcio ed ex calciatore scozzese, di ruolo centrocampista, tecnico in seconda del Preston N.E..

## Biografia
È stato alla guida del Bradford City dal 1º giugno 2007 al 2010.

## Palmarès
- Campionato scozzese: 6

Rangers: 1991-1992, 1992-1993, 1993-1994, 1994-1995, 1995-1996, 1996-1997
- Coppa di Scozia: 3

Rangers: 1991-1992, 1992-1993, 1995-1996
- Coppa di Lega scozzese: 2

Rangers: 1993, 1994